# Насреддин шах
Насреддин шах Каджар (на персийски: ناصرالدین شاه قاجار) е шах на Иран през 1848 – 1896 година, четвъртият от династията на Каджарите.

## Биография
Насреддин е роден на 16 юли 1831 година в Тебриз като първи син на заелия престола през 1834 година Мохаммад шах. Наследява баща си през 1848 година. Управлението му продължава почти половин век – най-дългото в иранската история след тези на Шапур II и Тахмасп I.
Насреддин шах е убит на 1 май 1896 година в Техеран от ислямистки терорист.